# Tweede Kamerverkiezingen 1972/Kandidatenlijst/KVP
Dit is de kandidatenlijst voor de Tweede Kamerverkiezingen 1972 van de Katholieke Volkspartij (KVP).

## De lijst
De lijst verschilde per kieskring, waarbij de kieskringen in vier groepen verdeeld waren. Alle lijsten hadden gemeen dat ze werden aangevoerd door partijleider Frans Andriessen.
- vet: verkozen
- schuin: voorkeurdrempel overschreden

### 's-Hertogenbosch, Tilburg
1. Frans Andriessen - 316.418 stemmen[1]
2. Tjerk Westerterp - 3.019
3. Pierre Lardinois[2] - 6.873
4. Pam Cornelissen - 4.751
5. Frans van der Gun - 421
6. Leo de Bekker - 1.582
7. Rinus Peijnenburg - 616
8. Harry Aarts[2] - 2.465
9. Dien Cornelissen[3] - 11.222
10. Piet Zelissen - 4.315
11. Gijs Boot - 245
12. J.G.W. Geene - 461
13. Jos van Gennip - 259
14. A.A.C.M. Leenders - 760
15. Ton Frinking - 50
16. Gerard Martijn - 206
17. J.H.M. Huijnen - 442
18. Bert van Kuik - 959
19. M.F.J. van Gestel-Jongen - 418
20. H.J.M. Schellekens - 432
21. A.J.J.A. de Koning - 185
22. Henny Houben-Sipman - 365
23. K.J.C. Goossens - 598
24. J.M. Verhoeven - 210
25. Paul Wagtmans - 1.071
26. H.J. van den Heuvel - 604
27. A.J.M. Appels - 310
28. H.J.A. Couwenberg - 531
29. A.J. Jansen - 451
30. M.J.F.M. Eykemans - 665

### Arnhem, Nijmegen, Utrecht, Leeuwarden, Zwolle, Groningen, Assen
1. Frans Andriessen[4] - 305.242 stemmen[1]
2. Dries van Agt - 10.845
3. Ferdinand Fiévez - 1.488
4. Toon Krosse - 1.078
5. Til Gardeniers-Berendsen - 2.301
6. Piet van Zeil - 911
7. Theo van Schaik - 637
8. Ben Hermsen - 2.890
9. Joop van Elsen - 216
10. Gerard ter Woorst[3] - 19.825
11. Steef Weijers[3] - 13.897
12. A.M.A.J. Janssen - 208
13. P.J. Beugels - 331
14. Hans van den Broek[3] - 263
15. C.H.B. Winters - 373
16. L.A.E. Hesselink - 600
17. J.O. de Lange - 97
18. Walter Paulis - 156
19. Mieke Andela-Baur[3] - 405
20. Ad Lansink - 283
21. L.P.J. de Bruijn - 201
22. G.J. Oosterwechel - 150
23. Toos Grol-Overling - 511
24. C.M. Teunissen-van Hellenberg Hubar - 341
25. H.H. Gröniger - 200
26. P.R. Smink - 168
27. W.J. Berkemeijer - 210
28. J.G.A. Reesink - 382
29. C.B.J. van Haarlem - 3.731
30. Wim Westendorp - 351

### Rotterdam, 's-Gravenhage, Leiden, Dordrecht, Amsterdam, Den Helder, Haarlem, Middelburg
1. Frans Andriessen[4] - 325.423 stemmen[1]
2. Cor Kleisterlee - 3.160
3. Roelof Nelissen - 3.461
4. Tiemen Brouwer - 866
5. Toon Weijters - 443
6. Berthe Groensmit-van der Kallen - 4.569
7. Joep Mommersteeg - 750
8. Ad Hermes - 439
9. Wim du Chatinier[3] - 553
10. Piet van der Sanden[3] - 301
11. Ted Hazekamp - 948
12. Annemieke van Heel-Kasteel[3] - 673
13. Willy Dusarduijn - 871
14. Han Meijer - 809
15. Jean Penders - 143
16. Virginie Korte-van Hemel - 305
17. H. Groeneveld - 259
18. Ron Barbé - 200
19. A.P.J. van der Eyden - 242
20. Petrus Josephus Verhoef - 8.736
21. S.Th. van Bijsterveld - 129
22. A.J.P. Bindels - 148
23. P.H. Gommers - 80
24. Peter Pex - 166
25. J.H.J.C. Spoelstra - 168
26. C.A.M. Grootscholten - 158
27. A. Veerman - 423
28. C.W. Stalpers-Trouw - 162
29. C.M.J. Butzelaar - 120
30. A.P. Gerretsen - 625

### Maastricht
1. Frans Andriessen[4] - 106.221 stemmen[1]
2. Harry Notenboom - 14.995
3. Fons van der Stee - 563
4. Wiel Bremen - 15.238
5. Jan Heymans - 20.483
6. Marius van Amelsvoort[3] - 413
7. Dolf Hutschemaekers - 27.942
8. René van der Linden - 7.328
9. Ton Lückers-Bergmans[3] - 2.615
10. M.J.E.H. Raetsen - 808
11. Th.J.P. Verhagen - 1.620
12. M.M.L. de Borgie - 5.623
13. C.J.J. van den Broek - 806
14. Bob Duynstee - 649
15. M.G.J. Franssen - 996
16. G.J.A. Billekens - 688
17. E.J.Th. Gruijters-Warringa - 389
18. A.M.C.M. Schellen - 2.700
19. M.G.J. de Kruijff - 1.414
20. J.P. Planje - 1.330
21. J.W. van der Weyden - 328
22. P. Rippe - 432
23. H.C.C. Dobbelstein - 865
24. J.J.M. Verheugen - 385
25. J.J.C.M. Niesten - 423
26. P.L.A. van Horen - 539
27. Th.J.G. Leerssen - 234
28. J.P.G. Hautvast - 511
29. J.W. Schoenmakers - 2.125
30. J.G.H. Hoen - 2.213

PvdA · KVP · VVD · ARP · D'66 · CHU · DS'70 · CPN · SGP · PPR · GPV · PSP · DMP · NMP · Boerenpartij · RKPN · Partij van het Recht · Anti-Woningnood Aktie · Lijst 17 (kieskringen X en XI) · Nieuwe Roomse Partij
1946 · 1948 · 1952 · 1956 · 1959 · 1963 · 1967 · 1971 · 1972 · 1977